# 福島県道394号相馬新地線
福島県道394号相馬新地線（ふくしまけんどう394ごう そうましんちせん）は、福島県相馬市から同県相馬郡新地町に至る一般県道。

## 概要
相馬バイパスと並行する国道6号の旧本線区間である。2017年（平成29年）4月1日に相馬バイパス旧道が国土交通省から福島県へ移管されるのに伴い新たに県道として指定された。

### 路線データ
県道の認定告示に基づく整理番号、路線名、起終点および重要な経過地は次のとおり。
- 整理番号：394
- 路線名：県道相馬新地線
- 起点：一般国道6号交点（相馬市程田=潜石交差点）
- 終点：一般国道6号交点（相馬郡新地町駒ヶ嶺=新林交差点）
- 重要な経過地：なし
- 総延長：9.2493 km

## 歴史
- 2017年（平成29年）
  - 1月6日 - 福島県告示第3号により本路線が認定[2]。
  - 4月1日 - 供用開始[2]。

## 路線状況

### 道路構造物
百槻橋
- 全長：104.0 m
  - 主径間：25.2 m
- 幅員：9.5 m
- 型式：2径間PC単純T桁橋
- 竣工：1964年（昭和39年）2月1日[3]

南詰は相馬市中野字寺前、北詰は中村字砂子田に位置し、二級河川宇多川を渡る。橋は車道2車線で供用されており、上り線側に歩道が設置されていたが、下り線側の歩行者の安全性向上のために側道橋が建設され、2017年（平成29年）8月10日に開通した。
小泉跨線橋
- 全長：25.1 m
- 幅員：9.3 m
- 竣工：1965年（昭和40年）[5]

小泉跨線橋側道橋
- 全長：42.5 m
- 幅員：1.8 m
- 竣工：1991年（平成3年）

相馬市新沼字坪ケ迫にてJR常磐線を渡る。橋は車道2車線で供用され歩道はなく、後に上り線側に人道橋が架設された。
地蔵川橋

## 地理

### 通過する自治体
- 福島県
  - 相馬市
  - 相馬郡新地町

### 交差する道路
- 相馬市
  - 国道6号（潜石交差点）
  - 国道115号相馬南バイパス（中野交差点）
  - 国道115号本線・福島県道・宮城県道38号相馬亘理線（塚ノ町交差点）
  - 福島県道121号日下石新沼線（石上）
  - 福島県道272号原釜椎木線（塚部交差点）
- 新地町
  - 国道113号（善光寺前交差点）
  - 国道6号（新林交差点）

### 沿線
- ショッピングタウンベガ
- 福島県警察相馬警察署
- 浜通りふれあい診療所
- サンエイ海苔本社
- アルプスアルパイン相馬工場
- 公立相馬総合病院
- 新地町立駒ヶ嶺小学校